# Turkije op de Olympische Winterspelen 1956
Tijdens de Olympische Winterspelen van 1956, die in Cortina d'Ampezzo (Italië) werden gehouden, nam Turkije voor de derde keer deel.

## Deelnemers en resultaten

### Alpineskiën
| Olympiër          | Discipline       | Resultaat | Prestatie        |
| ----------------- | ---------------- | --------- | ---------------- |
| Muzaffer Demirhan | afdaling (m)     | 33e       | 3.52,2 (+1.00,0) |
| Muzaffer Demirhan | reuzenslalom (m) | 49e       | 3.44,2 (+44,1)   |
| Muzaffer Demirhan | slalom (m)       | dq        | diskwalificatie  |
| Mahmut Eroğlu     | reuzenslalom (m) | dq        | diskwalificatie  |
| Mahmut Eroğlu     | slalom (m)       | dq        | diskwalificatie  |
| Zeki Şamiloğlu    | reuzenslalom (m) | 77e       | 4.16,6 (+1.16,5) |
| Zeki Şamiloğlu    | slalom (m)       | dq        | diskwalificatie  |
| Osman Yüce        | afdaling (m)     | dq        | diskwalificatie  |
| Osman Yüce        | reuzenslalom (m) | 63e       | 3.59,4 (+59,3)   |
| Osman Yüce        | slalom (m)       | dq        | diskwalificatie  |

Australië · België · Bolivia · Bulgarije · Canada · Chili · Duits eenheidsteam · Finland · Frankrijk · Griekenland · Groot-Brittannië · Hongarije · IJsland · Iran · Italië · Japan · Joegoslavië · Libanon · Liechtenstein · Nederland · Noorwegen · Oostenrijk · Polen · Roemenië ·  Sovjet-Unie · Spanje · Tsjecho-Slowakije · Turkije · Verenigde Staten · Zuid-Korea · Zweden · Zwitserland